# The Rains of Castamere (canción)
«The Rains of Castamere» (traducida como Las lluvias de Castamere) es una canción que aparece en las novelas de Canción de Hielo y Fuego, la saga literaria ideada por el estadounidense George R. R. Martin, autor de la propia canción, y a la que se le dio forma en la adaptación televisiva de Game of Thrones, emitida en HBO. Su visión en la serie cogió forma con las ideas de los showrunners David Benioff y D. B. Weiss, quienes pidieron a Ramin Djawadi que compusiera la melodía. La canción aparece varias veces a lo largo de los libros y la serie.

## Contenido
La canción relata la crueldad del personaje de Tywin Lannister al destruir las casas Reyne y Tarbeck, ambas vasallas de la Casa Lannister, que se rebelaron contra esta, unos cuarenta años antes de los acontecimientos de las novelas. La estrofa de la canción que aparece en las novelas y que se adapta para la serie de televisión relata el desafío de los vasallos: "¿Y quién eres tú, dijo el orgulloso señor / para que yo deba inclinarme tanto?"; así como el posterior exterminio de sus casas: "Pero ahora las lluvias lloran sobre su salón / Sin que nadie esté allí para escuchar".

## Uso
La letra de la canción aparece por primera vez en la novela Tormenta de espadas, el tercer libro de la saga, en el que Las lluvias de Castamere se canta o menciona varias veces. Más adelante, en la novela, la canción se interpreta en la Boda Roja, otra masacre de los enemigos de Tywin Lannister.
En la serie de televisión, la melodía se escucha por primera vez cuando Tyrion Lannister silba una pequeña parte en el primer episodio de la segunda temporada ("The North Remembers"). En el noveno episodio de la misma, Bronn la canta con algunos soldados Lannister. Cuando uno de estos pregunta: "¿Dónde has aprendido la canción de los Lannister?", Bronn responde: "Lannisters borrachos". Una versión instrumental se puede escuchar durante el discurso de Tyrion justo después de que el rey Joffrey abandone el campo de batalla en el mismo episodio. La banda sonora de la segunda temporada contiene una interpretación de la canción de la banda de indie rock The National, cantada por su vocalista Matt Berninger. Al final del episodio, "Blackwater", la canción también suena en los créditos finales.
En la tercera temporada, una versión instrumental suena sobre los créditos finales del séptimo episodio, "The Bear and the Maiden Fair". En el noveno episodio de la misma, también titulado "The Rains of Castamere", una versión instrumental de la canción es interpretada por los músicos en la Boda Roja, entre ellos el batería de la banda británica Coldplay, Will Champion.
En el segundo episodio de la cuarta temporada ("The Lion and the Rose"), la banda islandesa Sigur Rós hace un cameo como músicos que interpretan su versión de The Rains of Castamere en la boda de Joffrey y Margaery. Joffrey los detiene a la mitad lanzándoles monedas. Su versión también suena en los créditos finales de este episodio.
Una interpretación orquestal de la melodía aparece como tema de la Casa Lannister a lo largo de las temporadas 3 y 4, disponible en la banda sonora como A Lannister Always Pays His Debts.
En la banda sonora de la octava temporada se publicó una nueva versión de la canción con Serj Tankian, de la banda estadounidense de heavy metal System of a Down, como voz principal.

## Crédito y personal
Personal adaptado de las notas del álbum.
- The National - banda, artistas principales
- Ramin Djawadi - compositor, artista principal, productor
- David Benioff - notas de presentación
- D.B. Weiss - notas de presentación
- George R. R. Martin - letra

## Listas
| Chart (2012) | Posición en listas |
| ------------ | ------------------ |
| Francia SNEP | 132                |